# Szkieletnica różowoszara
Szkieletnica różowoszara (Skeletocutis carneogrisea A. David) – gatunek grzybów z rzędu żagwiowców (Polyporales).

## Systematyka i nazewnictwo
Pozycja w klasyfikacji według Index Fungorum: Skeletocutis, Incrustoporiaceae, Polyporales, Incertae sedis, Agaricomycetes, Agaricomycotina, Basidiomycota, Fungi.
Nazwę polską zaproponował Władysław Wojewoda w 2003 r.

## Morfologia
Owocnik
Jednoroczny, rozpostarty, rzadziej rozpostarto-odgięty. Osiąga średnicę około 2 cm. W stanie świeżym miękki, w stanie suchym twardy. Górna powierzchnia początkowo biała, delikatnie kutnerowata i strefowana, potem bladobrązowa i gładka. Obrzeże białe, pilśniowate. Powierzchnia hymenialna w stanie świeżym początkowo biaława, potem różowoszara, w stanie suchym brudnożółtawa. Pory drobne, w liczbie 4–6 na 1 mm. Kontekst bardzo cienki, biały, watowaty. Warstwa rurek o grubości około 1 mm, oddzielona od kontekstu gęstą, chrząstkowatą warstewką strzępek.
Cechy mikroskopowe
System strzępkowy dimityczny. Strzępki generatywne hialinowe, ze sprzążkami, o średnicy 2–4 μm. Strzępki szkieletowe grubościenne, nieseptowane, o średnicy 3–5 μm. Zazwyczaj występują w postaci równoległych wiązek także w tramie. Cystyd brak, liczne są natomiast wrzecionowate, cienkościenne cystydiole, o rozmiarach 10–16 × 4–6 μm ze sprzążką w podstawie. Podstawki o rozmiarach 12–17 × 4–5 μm, z 4 sterygmami i bazalną sprzążką. Zarodniki kiełbaskowate, hialinowe, nieamyloidalne, o rozmiarach 3,5–4 × 1–1,3 μm.
Strzępki są heterotaliczne.

## Występowanie i siedlisko
W Europie jest szeroko rozprzestrzeniony, jednakże częstość jego występowania i rozmieszczenie nie są dokładnie znane, gdyż często mylony jest ze szkieletnicą pomarańczową (Skeletocutis amorpha). Opisano jego występowanie także w Ameryce Północnej. Prawdopodobnie występuje w całej wokółbiegunowej strefie lasów iglastych półkuli północnej. W piśmiennictwie naukowym na terenie Polski do 2003 r. podano 3 stanowiska, więcej stanowisk znajduje się w internetowym, aktualizowanym atlasie grzybów.
Nadrzewny grzyb saprotroficzny. Występuje na martwym drewnie w lasach iglastych i mieszanych. W Polsce notowany na drewnie sosny pospolitej, ale źródła zagraniczne podają występowanie także na drewnie jodły i świerka, rzadziej buka, a także jako grzyb nagrzybny na owocnikach niszczyka iglastodrzewnego (Trichaptum abietinum).

## Znaczenie
Saprotrof, powoduje białą zgniliznę drewna.